# Ligne 8 du métro de Hangzhou
 (février 2021).
La mise en forme du texte ne suit pas les recommandations de Wikipédia : il faut le « wikifier ».
Les points d'amélioration suivants sont les cas les plus fréquents. Le détail des points à revoir est peut-être précisé sur la page de discussion.
- Les titres sont pré-formatés par le logiciel. Ils ne sont ni en capitales, ni en gras.
- Le texte ne doit pas être écrit en capitales (les noms de famille non plus), ni en gras, ni en italique, ni en « petit »…
- Le gras n'est utilisé que pour surligner le titre de l'article dans l'introduction, une seule fois.
- L'italique est rarement utilisé : mots en langue étrangère, titres d'œuvres, noms de bateaux, etc.
- Les citations ne sont pas en italique mais en corps de texte normal. Elles sont entourées par des guillemets français : « et ».
- Les listes à puces sont à éviter, des paragraphes rédigés étant largement préférés. Les tableaux sont à réserver à la présentation de données structurées (résultats, etc.).
- Les appels de note de bas de page (petits chiffres en exposant, introduits par l'outil «  Source ») sont à placer entre la fin de phrase et le point final[comme ça].
- Les liens internes (vers d'autres articles de Wikipédia) sont à choisir avec parcimonie. Créez des liens vers des articles approfondissant le sujet. Les termes génériques sans rapport avec le sujet sont à éviter, ainsi que les répétitions de liens vers un même terme.
- Les liens externes sont à placer uniquement dans une section « Liens externes », à la fin de l'article. Ces liens sont à choisir avec parcimonie suivant les règles définies. Si un lien sert de source à l'article, son insertion dans le texte est à faire par les notes de bas de page.
- La présentation des références doit suivre les conventions bibliographiques. Il est recommandé d'utiliser les modèles {{Ouvrage}}, {{Chapitre}}, {{Article}}, {{Lien web}} et/ou {{Bibliographie}}. Le mode d'édition visuel peut mettre en forme automatiquement les références.
- Insérer une infobox (cadre d'informations à droite) n'est pas obligatoire pour parachever la mise en page.

Pour une aide détaillée, merci de consulter Aide:Wikification.
Si vous pensez que ces points ont été résolus, vous pouvez retirer ce bandeau et améliorer la mise en forme d'un autre article.
La ligne 8 du métro de Hangzhou fait 18 kilomètres de long, partant de la station de Rue Wenhai Sud , traverser la rivière Qiantang à l' est pour connecter le centre régional de Yipeng et réaliser le transfert à la Ligne 7 à la station Rue Centre Qingliu Emmenez-la à l'est pour relier la zone d'éducation et de recherche scientifique. Cette ligne est entièrement située dans le district de Qiantang. Il s'agit d'une ligne de connexion qui établit une connexion entre la région de Xiasha des deux côtés de la rivière Qianjiang et la région de Jiangdong pour faciliter la connexion entre le parc industriel de Jiangdong et l'épine dorsale du transport ferroviaire. La ligne a ouvert le 28 juin 2021.

## Caractéristiques

### Liste des stations
| Route | Nom de la station | Nom de la station              | Nom de la station           | Correspondances | Quartier | Date d'ouverture |
| Route | Chinois           | Français                       | Anglais                     | Correspondances | Quartier | Date d'ouverture |
| ----- | ----------------- | ------------------------------ | --------------------------- | --------------- | -------- | ---------------- |
|       |                   |                                |                             |                 |          |                  |
| ●     | 文海南路          | Rue Wenhai-Sud                 | South Wenhai Road           | 1               | Qiantang | 28 juin 2021     |
| ●     | 工商大学云滨      | Yunbin-Université de Gongshang | Gongshang University Yunbin |                 | Qiantang | 28 juin 2021     |
| ●     | 桥头堡            | Qiaotoubao                     | Qiaotoubao                  |                 | Qiantang | 28 juin 2021     |
| ●     | 河庄路            | Rue Hezhuang                   | Hezhuang Road               |                 | Qiantang | 28 juin 2021     |
| ●     | 青西三路          | Rue Qingxisan                  | Qingxisan Road              |                 | Qiantang | 28 juin 2021     |
| ●     | 青六中路          | Chemin Qingliu-centre          | Middle Qingliu Road         | 7               | Qiantang | 28 juin 2021     |
| ●     | 仓北村            | Village de Cangbei             | Cangbeicun                  |                 | Qiantang | 28 juin 2021     |
| ●     | 冯娄村            | Village de Fenglou             | Fengloucun                  |                 | Qiantang | 28 juin 2021     |
| ●     | 新湾路            | Rue Xinwan                     | Xinwan Road                 |                 | Qiantang | 28 juin 2021     |
|       |                   |                                |                             |                 |          |                  |

## Exploitation

### Matériel roulant
- Fabricant: Hangzhou CRRC Urban Rail Transit Vehicle Co., Ltd.
- Apparence: Le train est en forme de tambour avec le noir, le blanc et le rouge baie comme couleurs principales. L'avant et les côtés de la voiture sont peints avec une grande zone de rouge baie comme base, et les cadres des fenêtres et des portes sont noirs. Les lumières sont en forme de fer.
- Matériel: Corps en alliage d'aluminium
- Regroupement: 6 voitures, type A (4 coups, 2 traîne 6 voitures)
- Longueur × largeur × hauteur (m): 22 × 3,088 × 3,8
- Mode d'alimentation: 1500V CC, caténaire aérienne
- Vitesse maximale: 100km/h
- Nombre total de véhicules: 11 colonnes totalisant 66 véhicules